# BPM200以上はおやつに含まれますか
『BPM200以上はおやつに含まれますか』（ビーピーエム200いじょうはおやつにふくまれますか）は、cosMo@暴走Pによる、発表楽曲を収録し2014年8月14日に発売されたオリジナルアルバム。
BPM200前後の17曲が収録されている。
音声合成システム「VOCALOID」に対応したボーカル音源「初音ミク」を用いている。

## トラック
1. HΨ=世界創造=EΨ feat.IA,GUMI
2. ディストピア・ジパング feat.GUMI
3. エスケープ・フロム・ディストピア feat.GUMI
4. ラクガキスト feat.GUMI
5. 終点 feat.初音ミク
6. バンブーソード・ガール(Extend version)  feat.GUMI
7. 僕は空気が嫁ない     　　  feat.GUMI
8. Anti the EuphoriaHOLiC  feat.ρ(鏡音リン),λ(IA)
9. うたいます。  feat.初音ミク
10. 0→∞への跳動  feat.初音ミク
11. 鏡音ＭＡＤ狂信道  feat.鏡音リン,鏡音レン
12. Sadistic.Music∞Factory  feat.初音ミク
13. ゆるゆらり。  feat.GUMI
14. ディストピア・ロックヒーロー  feat.GUMI
15. 少年ノアとΦの邂逅  feat.GUMI
16. ガラクタネバーランド(GUMI version) feat.GUMI
17. BONUS TRACK～幸せな時計台より愛をこめて(原題:廃都アトリエスタにて)～ 　  feat.転生少年(鏡音レン),迷子少女(GUMI)